# Punta Tombo
Punta Tombo är en halvö vid Atlanten belägen cirka 110 km söder om Trelew, i den argentinska provinsen Chubut i nordöstra Patagonien. Halvön rymmer Sydamerikas största koloni av Magellanpingviner och under sommarhalvåret (september–mars) samlas över en halv miljon fåglar på Punta Tombo.
Sedan 1979 är området ett naturreservat men det är möjligt att besöka, och det finns stigar genom området öppna för besökare.